# Xuankong Si
Koordinaten: 39° 39′ 47″ N, 113° 42′ 28″ O

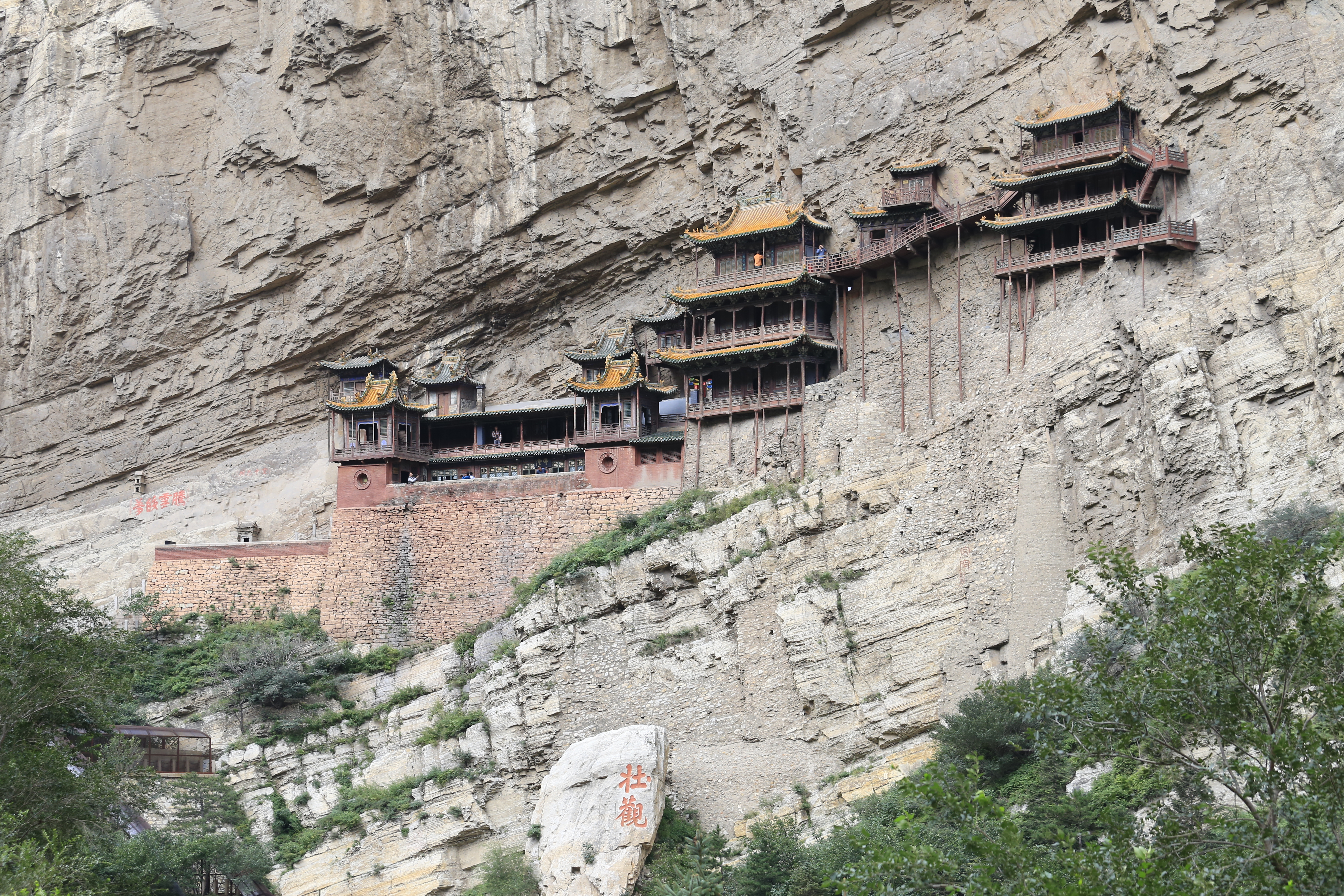
Hängendes Kloster – Xuankong Si

Das Xuankong Si (chinesisch 懸空寺 / 悬空寺, Pinyin Xuánkōng sì – „Hängendes Kloster“) ist ein mitten in eine Felswand gebautes Kloster in der Gemeinde Dongfangcheng (東坊城鄉 / 东坊城乡) des Kreises Hunyuan im Norden der chinesischen Provinz Shanxi.
Es wurde im 6. Jahrhundert während der Nördlichen Wei-Dynastie erbaut und liegt in dem Gebirge Heng Shan, einem der fünf Heiligen Berge.
Das Kloster besteht aus 40 winzigen Hallen und Pavillons und wurde entlang den Konturen der Steilwand gebaut, wobei man sich natürlicher Aushöhlungen und Vorsprünge zur Abstützung bediente. Die Gebäude ruhen dabei auf Holzträgern, die aus dem Felsen herausragen. Die Gebäude sind durch Gänge, Brücken und Gehsteige miteinander verbunden. Der Fels dient als hintere Wand der Hallen und wurde ausgehöhlt, um Buddhastatuen aufzunehmen.
In einem der Räume werden die wichtigsten traditionellen Religionen Chinas vereint (三教合一,  Sān Jiào héyī – „Vereinigung der drei Lehren“), in der Halle befindet sich je eine Statue von Buddha, Konfuzius und Laozi.
Das Kloster beherbergt 80 Bronze-, Eisen-, Ton- und Steinstatuen. Ein riesiges ausgeführtes Relief, welches den Tathagata-Buddha (如來佛 / 如来佛,  rúlái fó – „der Tathagatakommende-Buddha“) darstellt, ist oberhalb des Klosters aus dem Felsen gemeißelt.
Als der Vorschlag zum Bau des Klosters gemacht wurde, soll kaum jemand seine Verwirklichung für möglich gehalten haben. Ein Baumeister namens Zhang willigte schließlich ein, die Aufgabe zu übernehmen. Zunächst wurden die einzelnen Teile am Fuß des Felsen vorgefertigt, dann transportierte man sie auf den Gipfel und ließ sie von dort herunter. Die Bauarbeiter hingen an Seilen, mit je einer Schleife um die Hüfte und um die Füße.
Das Kloster steht seit 1982 auf der Liste der Denkmäler der Volksrepublik China.

Bilder
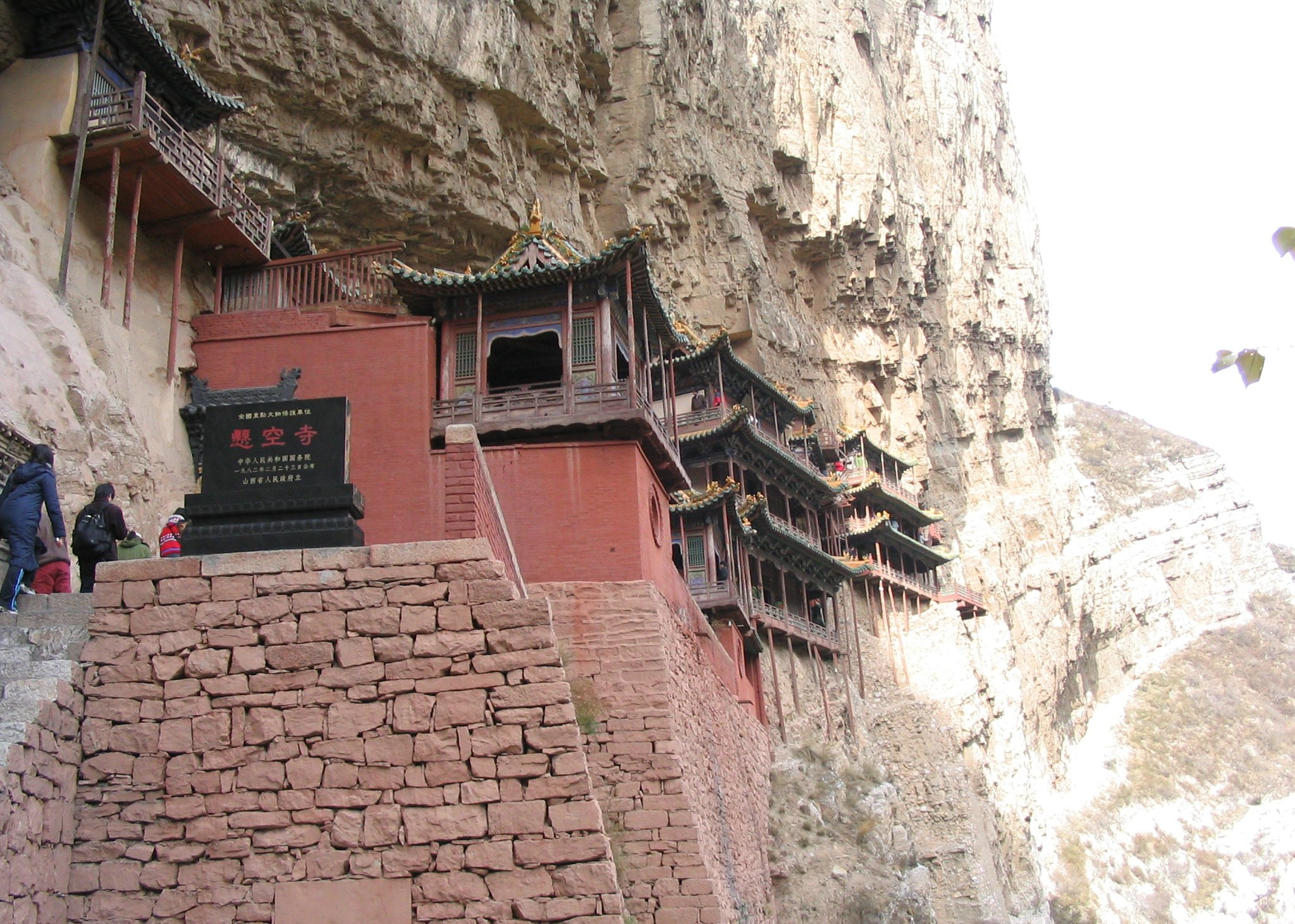
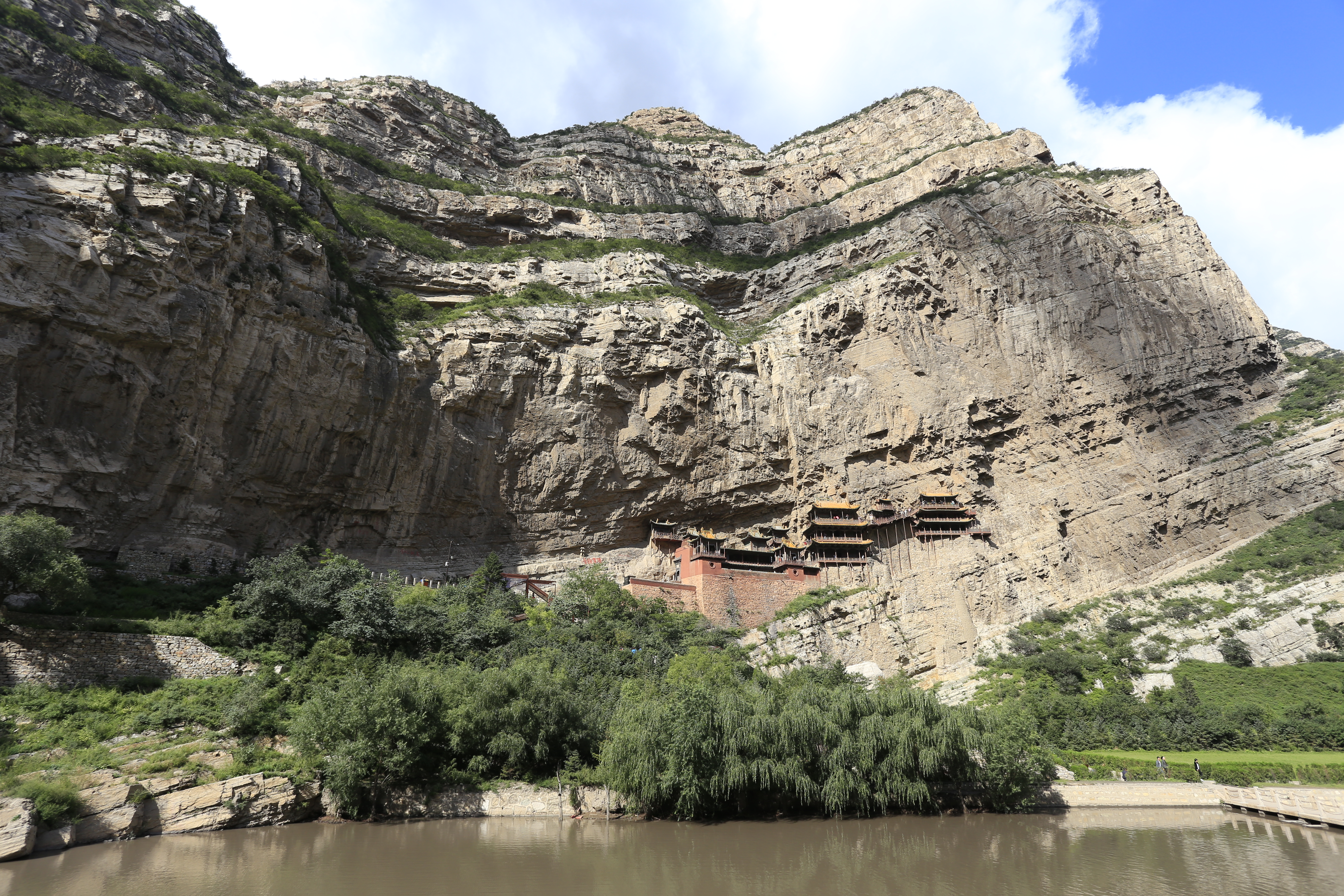